# Quararibea pterocalyx
Quararibea pterocalyx é uma espécie de angiospérmica da família Bombacaceae.
Pode ser encontrada nos seguintes países:  Colômbia, Costa Rica, Panamá e Venezuela.
Está ameaçada por perda de habitat.